# 荷李活商業中心 (上環)

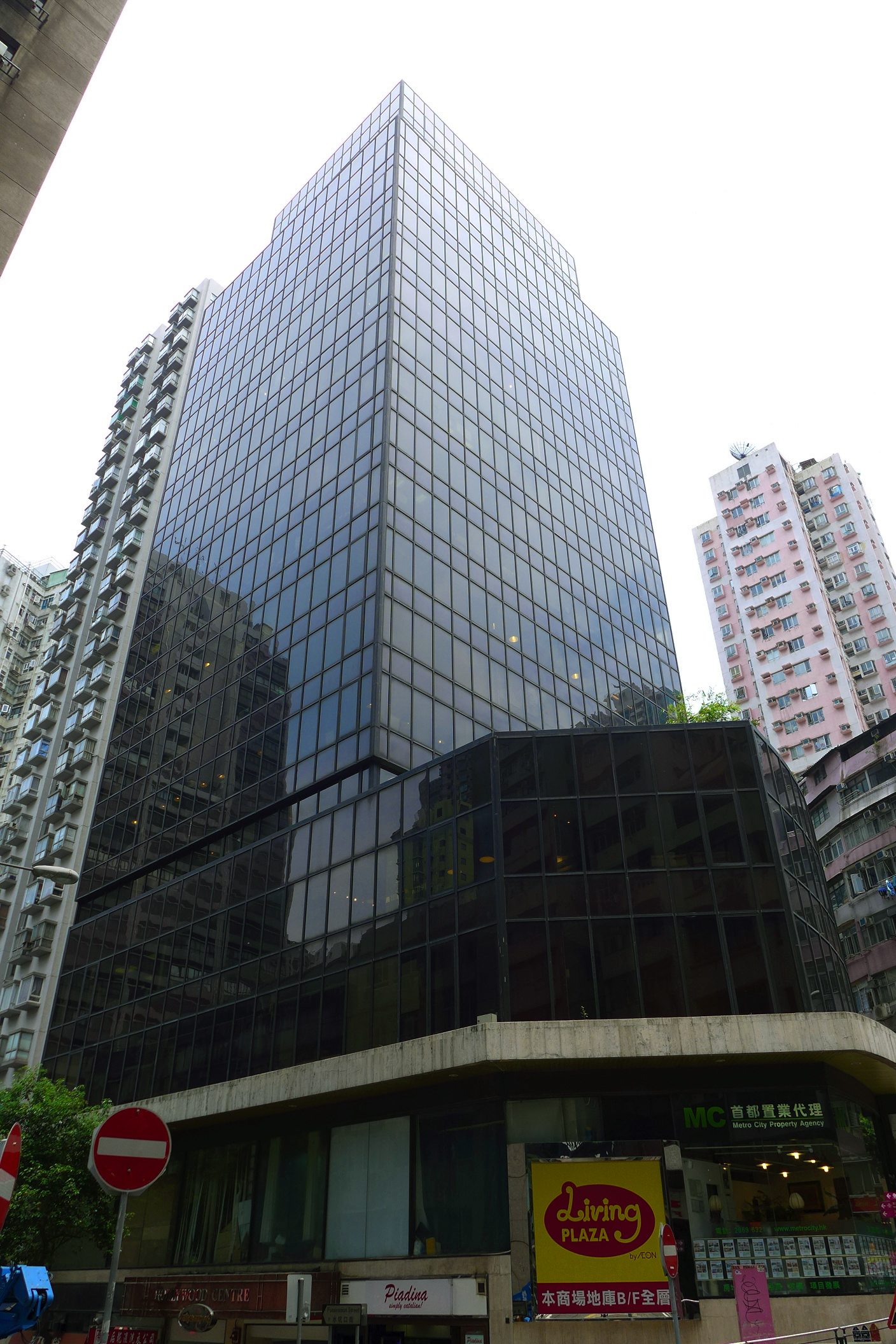
上環荷李活商業中心外貌

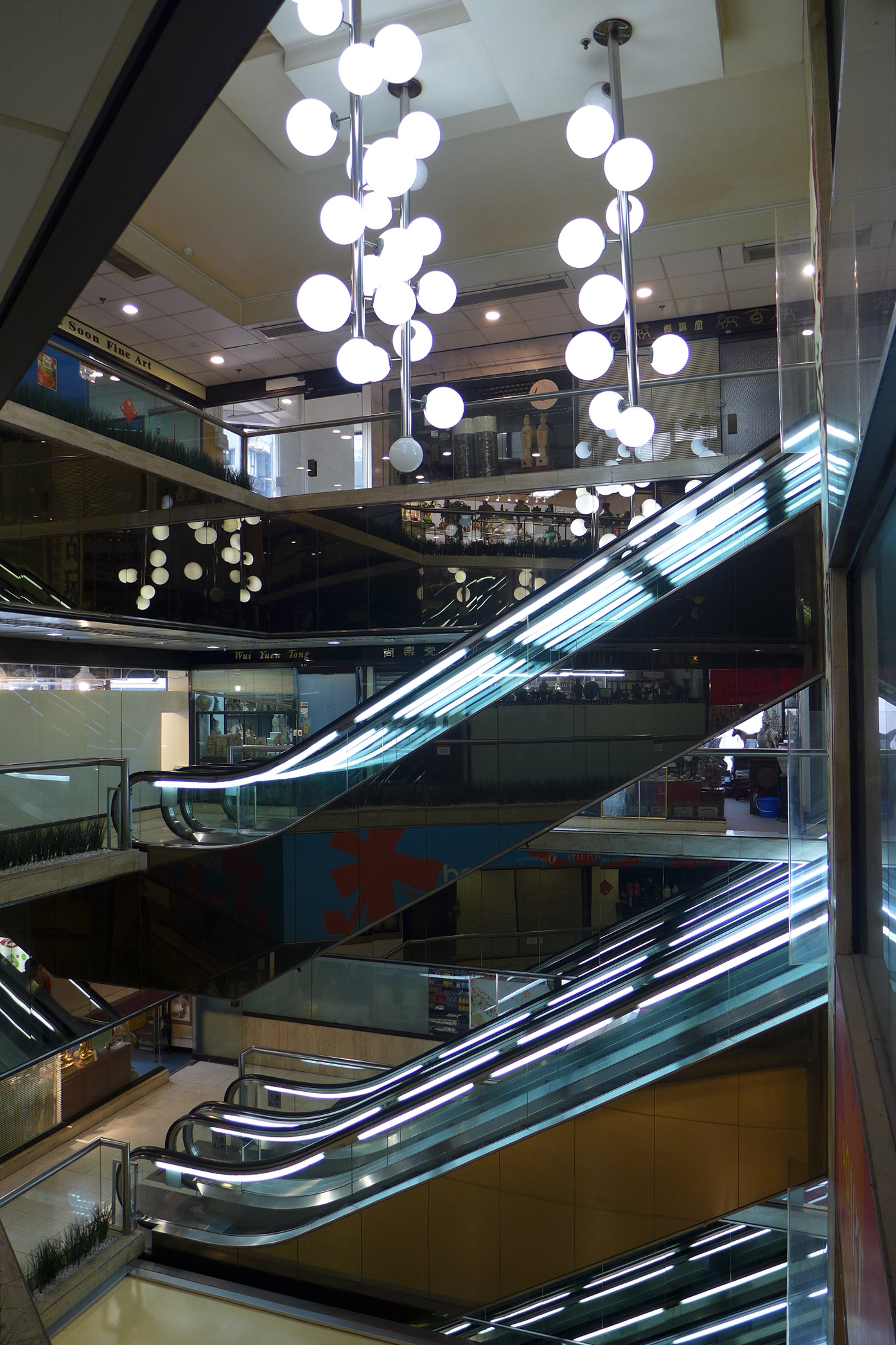
商場以古董店為主

荷李活商業中心（英語：Hollywood Centre）位於香港上環荷李活道233號，與水坑口街交界。大廈於1983年落成，由信和置業於發展及管理，而嘉里建設亦有少部份權益。該區以古董及文化藝術店林立而馳名，是香港著名的旅遊勝地，亦是古董愛好者的集中地。荷李活商業中心包括寫字樓及商舖，購物商場由地庫至1樓，佔地大約23,000平方呎，有多間專賣古董的店鋪，是遊客到香港購物的之一。距離港鐵上環站A2出口大概10分鐘步程。
太平洋咖啡總部位於7樓；亞洲藝術文獻庫位於11樓。